# Tokyo Indoor 1984
Il Tokyo Indoor 1984 è stato un torneo di tennis giocato sintetico indoor. È stata la 7ª edizione del Tokyo Indoor, che fa parte del Volvo Grand Prix 1984. Si è giocato a Tokyo in Giappone dal 15 al 21 ottobre 1984.

## Campioni

### Singolare maschile
Jimmy Connors ha battuto in finale  Ivan Lendl con il punteggio di 6–4, 3–6, 6–0

### Doppio maschile
Sammy Giammalva Jr. /  Tony Giammalva hanno battuto in finale  Mark Edmondson /  Sherwood Stewart con il punteggio di 7–6, 6–4